# Harry Halbreich
Harry Halbreich (9. února 1931, Berlín – 27. června 2016, Uccle) byl belgický muzikolog.

## Životopis
Syn židovsko-německého otce a anglické matky studoval spolu s Arthurem Honeggerem a později s Olivierem Messiaenem na pařížské Konzervatoři, získal první cenu v hudební historii a analýze. Později se přestěhoval do Belgie. Od roku 1970 do roku 1976 byl docentem hudební analýzy na Královské konzervatoři v Mons. Je autorem mnoha rozhlasových pořadů a spoluzakladatelem belgického hudebního časopisu Crescendo, jehož byl hlavním přispěvatelem. Od roku 1973 do 1976 byl uměleckým ředitelem Festivale de Royan.
Napsal řadu knih, článků a studií o moderní a současné hudbě, včetně monografií o Olivieru Messiaenovi, Claude Debussym, Arthuru Honeggerovi a Bohuslavu Martinů. Připravil katalogy hudebních děl Honeggera a Martinů, jejich díla jsou proto někdy označována podle jejich Halbreichova čísla. Pomáhal Nicolasu Bacrimu při orchestraci Honeggerovy opery, La morte de Sainte Alméenne, která byla původně napsána v roce 1918 pro hlas a klavír. Tato nová verze měla premiéru v Utrechtu dne 26. listopadu 2005, u příležitosti 50. výročí skladatelovy smrti.
Jeho zájem o moderní hudbu jej vedl k psaní článků o skladatelích spektrální hudby, kterými byli Horațiu Rădulescu, Iancu Dumitrescu, Ana-Maria Avram, Gérard Grisey a Tristan Murail. Napsal také články o starších skladatelích, například Edgardu Varèsovi, George Enescu, Maurice Ohanovi a Ludwigu van Beethovenovi. Byl osobním přítelem současných umělců a skladatelů jako byli Iannis Xenakis, Giacinto Scelsi, György Ligetiho a Witold Lutosławski a horlivým obráncem mladších skladatelů.
Měl široký zájem o kulturu. Ačkoliv konvertoval ke katolictví, měl hluboké znalosti východní duchovní historie i křesťanských mystiků.
Zemřel 27. června 2016 ve věku 85 let. Měl tři děti, nejstarší syn Frédéric je malíř.